# Sterna sumatrana
Sterna sumatrana е вид птица от семейство Sternidae.

## Разпространение
Видът е разпространен в Американска Самоа, Австралия, Британска индоокеанска територия, Бруней, Вануату, Виетнам, Гуам, Индия, Индонезия, Източен Тимор, Камбоджа, Китай, Коморските острови, Кирибати, Малайзия, Малдивите, Маршалови острови, Майот, Микронезия, Мианмар, Нова Каледония, Острови Кук, Палау, Папуа Нова Гвинея, Северни Мариански острови, Самоа, Сейшелите, Сингапур, Соломоновите острови, Тайланд, Тонга, Тувалу, Уолис и Футуна, Фиджи, Филипините и Япония.